# 켄마그나투스

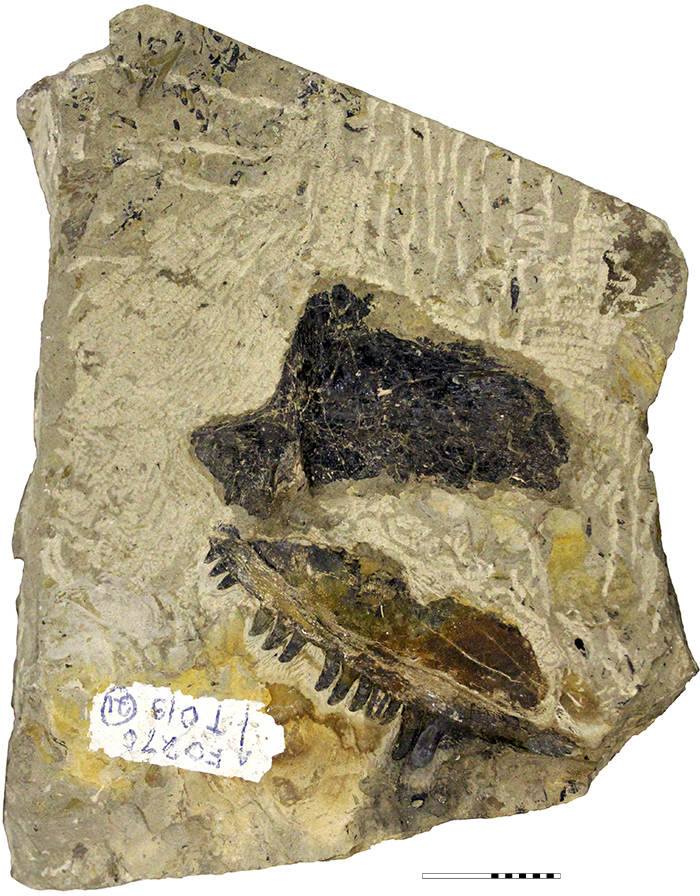

켄마그나투스(학명:Kenomagnathus scottae)는 반룡목 스페나코돈과에 속하는 도마뱀이다. 지금은 멸종된 종으로서 전체적인 몸길이가 2~3m인 거대한 도마뱀에 속한다.

## 특징
켄마그나투스(Kenagnetathus)는 미국 캔자스주에 위치한 가넷(Garnett)에서 석탄기 펜실베니아 아기에 살았던 스피나코돈티아(Spenacodontia)에 속하는 시냅스과(Synapsid)의 한 속이다. 그것은 ROM 43608로 분류되고 원래 "합토두스" 가넷텐시스"에 속하는 것으로 분류된 두개골의 상악골과 누골 뼈로 구성된 표본을 기초로 하여서 켄마그나투스 스콧에라는 한 종을 포함하고 있다. 유럽의 고생물학자인 프레들릭 스핀들러는 2020년에 그것을 새로운 속이라고 명명했다. 노면 뉴웰은 1931년에 미국 캔자스주 가넷 근처에서 스텐든 층의 록 레이크 멤버에 속하는 화석 지역을 발견했다. 1932년경에 헨리 레인과 클로드 히바드는 이 지역에서 다양한 동식물 화석을 수집했다. 이 중에는 1952년에 프랭크 피바디가 기술한 페트롤라코사우루스의 유골도 있었다. 더 많은 물질을 찾기 위해, 캔자스 대학 자연사 박물관의 현장 팀은 1953년과 1954년에 더 많은 발굴을 실시했다. 그들은 선로, 실러캔스 물고기, 몇 개의 추가 페트롤라코사우루스 뼈, 그리고 3개의 속들을 대표하는 "펠리코사우루스" 화석을 발견했다. 이들 중 하나는 다른 것과 확연히 다른 부분 골격이었다. 피바디가 1957년에 이 발견에 대해 보고했을 때에 그는 그 골격이 원시적인 스피나코돈티드의 것이라는 것을 발견했지만 그 묘사는 후기로 미뤄졌다. 1965년에 로버트 캐롤은 같은 지역에서 또 다른 관절 부분 골격을 발견했다. 필립 큐리는 1977년에 이 골격을 피바디의 원시 스피나코돈티드의 소행으로 보고 합토두스의 새로운 종으로 인식했으며 합토두스 가넷텐시스라고 이름 붙였다. 그러나 그 시점까지 합토두스 가넷텐시스의 모든 표본은 심하게 찌그러졌거나 미성숙했다. 1980년대 내내 이 지역에서 성인 표본과 아성인 표본을 포함한 다수의 추가 표본이 발견되었다. 이를 통해 미셸 로랭은 합토두스 가넷텐시스의 구별되는 특징을 확인하고 그것을 계통발생학적 분석에 포함시켜 스페나코돈과의 외부에 있음을 발견했다. 그는 1993년에 이 결과를 발표했다. 추가 표본 중 왼쪽 상악골과 누골로 구성된 부분 두개골은 ROM 43608로 온타리오 왕립박물관(ROM)에 등재됐다. 프레드릭 스핀들러와 동료들이 합토두스 가넷텐시스에 할당한 표본의 분석에 따르면, 한 표본이 아니라 4개에서 6개의 뚜렷한 분류군이 있었으며 주로 턱과 치아에 차이가 있었다. 그들은 또한 "합토두스 가넷텐시스"와 합토두스 바예의 모식종인 "합토두스 그란디스" 사이의 차이를 알아냈다. 2013년에 컨퍼런스 프레젠테이션에서 스핀들러, 커스틴 브링크, 그레이시엘라 피니로는 이러한 변화가 식이요법에 기초한 것이며 이러한 분류군은 다윈 핀치의 선사시대 유사성이 있다고 제안했다. 스핀들러는 2020년에 공식적으로 ROM 43608을 새로운 속과 종에 속하는 것으로 명명했으며 켄마그나투스 스콧에라고 명명했다. 속칭 켄마그나투스는 그리스어인 νωμα(간극)와 ςςςςςςςj(요)에서 유래한 것으로 이빨 열의 확장(간극)을 의미한다. 한편 구체적인 이름은 "교육과 표본 취급에 큰 도움을 준" 토론토 미시소가 대학의 화석 준비자인 다이앤 스콧을 기려 스핀들러의 연구에 영감을 주었고 2013년에 표본을 더욱 준비했다. 가까운 친척들 사이에서, 켄마그나투스는 상악골과 특히 누골로 판단되는 높은 코로 구별할 수 있다. 누관 앞쪽의 돌기는 뼈 콧구멍 뒤쪽 테두리의 큰 부분을 형성했을 것이다."합토두스 가넷텐시스"에서 누수는 여전히 경계에 기여했지만 좁은 돌출부를 가지고 있었다. 아래로부터 상악골 앞부분의 위쪽 돌출부도 콧구멍 경계에 기여했을 것이지만 이 돌출부의 각도는 "합토두스 가넷텐시스"와 달랐다.눈구멍의 정면에 접한 누루의 높이는 또한 케마그나투스가 큰 눈을 가졌다는 것을 암시한다. 켄마그나투스의 상악골의 치아가 있는 바닥 가장자리는 "합토두스 가넷텐시스"보다 볼록했고 오목한 영역(또는 "프레카닌 단계")이 없었다는 점에서 독특하다. 또 다른 눈에 띄는 특징은 상악골 앞쪽에 있는 치아 3개의 폭에 걸쳐 있는 치아 없는 부위인 확장부위로 뼈가 눈에 띄게 얇아져 치아 소켓을 지탱할 수 없었다. 디아스테마 뒤에는 두 개의 프리카닌 치아, 두 개의 큰 송곳니, 그리고 적어도 14개의 포스트 카닌 치아가 있었다. 상악골에는 약하게 두꺼워진 두 개의 부위가 있었고 하나는 송곳니 위, 다른 하나는 더 뒤쪽에 있었다. 상악골의 짧음으로 인해 송곳니는 가까운 친척들보다 더 앞쪽에 위치해 있었다."합토두스 가넷텐시스"처럼 켄마그나투스는 치아 안쪽 표면에 있는 줄무늬가 끝에 닿은 높고 거의 곧은 이빨을 가지고 있었지만 켄마그나투스의 이빨은 더 가늘고 끝이 더 흐릿했다. 현대의 포유류는 일반적으로 이종 치아를 나타내거나 여러 가지 다른 종류의 치아를 보인다. 멸종된 포유류의 근연종(줄기군) 중에는 이소돈(균일한) 치아를 가진 동물에서 이소돈치아를 가진 동물로 치열을 따라 뚜렷한 "존"이 발달하는 것과 관련이 있다. 개처럼 생긴 치아 - 특히 켄마그나투스와 같은 이중 송곳니는 두개골 앞쪽에 있는 첫 번째 상악전치아의 확대와 함께 기초 시냅시드와 다른 기초 양막 사이에서 흔하다. "합토두스" 가넷텐시스와 같은 기초 시냅시드는 모두 프리카닌 치아를 가지고 있지만 치아의 변화가 적으며 프리카닌 치아가 없고 한 세트의 송곳니만 있고 더 미묘한 치아 변화를 가지고 있는 테랍시드(포유동물과 더 가까운 단궁류이다.) 사이에는 형태학적 차이가 있다. 프리카닌 치아에는 종종 테랍시드의 큰 이종으로 대체된다. 켄마그나투스는 프리카닌 치아와 이형성 종양 모두를 가지고 있었는데 이것은 기초 시냅시드와 테랍시드 사이의 간격을 어느 정도 메워주었다. 이것은 현재 진행 중인 변화를 반영한다. 확장증이 있는 다른 줄기세포 동물들도 겪었을 것이다. 스핀들러는 처음에 상악골과 상악골 전치가 프리카닌 단계에 의해 서로 각진 결과로서 발달하여 프리카닌 치아가 길어지는 것을 막았다는 가설을 세웠다. 이것은 "합토두스 가넷텐시스, 이안타사우루스, 또는 이안토돈"에서 "초기 디아스테마"로 보인다. 이는 아래턱에 있는 대응하는 송곳니가 더 길어지고 그 틈을 메우도록 만들었을 것이고 이는 결국 완전한 이완으로 이어졌을 것이다. 하지만 스핀들러는 또한 프리카닌 단계의 발달, 치아 손실, 그리고 이형성 사이의 관계가 불분명하며 이러한 동물들의 먹이 스타일 또한 영향을 미쳤을 수 있다고 언급했다. 스핀들러는 켄마그나투스를 수수께끼 같은 시냅시드 테트라세트로프스에 비유했는데 둘 다 짧은 얼굴, 큰 눈, 그리고 턱에 확장증이 있었기 때문이다. 이는 두 두개골 모두 식품 가공에 특화된 것임을 의미하지만 스핀들러는 추가적인 비교가 "다양한 가능성을 망라한다"고 지적했다. 특히 테트라섹스는 매우 전문적이었다. 테트라섹스의 확장기는 아래쪽 송곳니의 위치와 일직선이 아니라 약간 뒤에 위치해 있고 첫 번째 턱 앞니가 닫혔을 때 턱의 앞부분에서 튀어나왔을 것이다. 스핀들러는 2019년에 테트라세로프스가 주로 이빨을 기반으로 한 이중생식동물(즉 단단한 껍질의 먹이를 먹이로 삼는 것이다.)이라고 주장했다. 그는 2020년의 높은 두개골에 기초하여 켄마그나투스의 비슷한 생활 방식을 추론했고 켄마그나투스의 이종이 잠재적으로 커진 아랫니가 먹잇감을 찌그러뜨리기 위해 눌렀을 수 있는 단단한 조직으로 덮여 있었을 수도 있다고 제안했다. 켄마그나투스가 발견된 암석은 스탠튼 층의 바위 호수 멤버의 기지에서 비롯되었으며 스탠튼 층은 랜싱 그룹의 일부가 되었다. 이 암석들은 석탄기 후기 펜실베니아 아기에, 특히 약 304 Ma(백만 년 전)의 카시모비안 시대와 그젤리안 시대 사이의 전환기에 할당되었다. 가넷 지역에서 록 레이크 멤버의 베이스는 중간 층으로 색이 짙은 회색-갈색인 탄소질 석회질 머드스톤(즉 유기물과 탄산칼슘을 포함한 머드스톤이다.)으로 구성된다. 이 바위들의 식물 화석은 디코필룸, 알렙테리스, 신경테리스, 태니옵테리스 같은 작은 식물들과 함께 침엽수인 레바키아와 왈키아에 의해 지배된다. 이 바위들의 꼭대기에는 2-5cm(0.8-2인치) 두께의 해양 이매화석 층이 있는데 이 화석들은 만조 때 퇴적되었을 가능성이 있다. 총체적으로 이것은 켄마그나투스가 침엽수림 해안 평야에 살았다는 것을 암시한다. 록레이크 멤버의 꼭대기로 갈수록 암반이 불규칙해지고 육지 동식물의 화석이 해양 무척추동물의 화석에 의해 점점 더 대체되어 해수면이 상승하면서 하구 물이 점차 범람했음을 암시한다. 그 가넷 지방엔 에다포사우루스과인 이안타사우루스,"하프토돈티네스"켄마그나투스,"합토두스"가넷텐시스,"테누아카프토르", 그리고 이안토돈를 포함한 여러 기초 단궁류, 수수께끼 같은 단궁류인 자이로폰딜루스, 또한 에다포사우루스과인 것이므로 배출했다. 오피나코돈과의 오피아코돈과 대학 수준 시험 프로그에 할당된 정확하게 기술(묘사)되지 않은 회원이다. 단궁류들은 그리고 아마도 또 다른 스피나코돈티안일 것이다. 페트롤라코사우루스는 가장 흔한 파충류이며 거의 50개의 표본으로 알려져 있다/ 프로토로티리드과(Protorothyrididae)의 가능한 구성원은 발자국에서도 알려져 있다. 양서류 악티오바테스만 알려져 있고 이 물고기는 실러캔스 시냅토틸루스, 더 큰 실러캔스, 그리고 크세나탄티타과의 상어로 구성되어 있다. 무척추동물에는 에우코롭테라, 파라브로디아, 전갈가네티우스, 이매패류, 미알리넬라, 세지위키아, 욜디아, 완족류 콤포지타, 링굴라, 네오스피리퍼, 브리오조아, 세르풀류, 삼엽충류, 크리노이드, 성게포산, 성게 등이 있다. 스핀들러는 이를 토대로 켄마그나투스가 주로 이매패류를 먹었을 것이라고 추측했다. 분류학적으로 본다면 2020년에 스핀들러는 켄마그나투스를 스피나코돈티아의 세 가지 특징, 즉 둔치, 상악골의 볼록한 하단 가장자리, 누골의 높이와 상악골의 위쪽으로 돌출된 부분을 확인했다. 그러나, 뼈 콧구멍 경계에 대한 누골의 기여에 기초하여 켄마그나투스는 보다 제한적인 그룹인 물떼새과에서 제외되었다. 이러한 "합토돈" 스피나콘티언의 진화적 등급 내에서, 표본의 단편적인 성격은 그들 관계의 해결을 복잡하게 만들었다.이것은 많은 합토돈틴들이 치아와 두개골 비율의 차이를 제외하고는 서로 매우 유사하다는 사실로 인해 악화된다. 2015년에 논문을 위해 스핀들러는 "합토돈틴"의 사전 계통학적 분석을 수행했으며 이러한 관계를 해결하기 위해 자신이 조합한 일련의 새로운 특성을 기반으로 했다. "합토두스 가넷텐시스"와 관련된 표본을 켄마그나투스와 그가 "테누아카프토르 레이스지"라고 이름 붙인 분류군과 대조적으로 정의한 후 그는 켄마그나투스와 이안토돈 중 어느 것이 더 기초적인지(전문화되지 않음) 해결할 수 없었다. "테누아캡터"를 제거함으로써 스페나코돈티아 내에서의 켄마그나투스와 "합토두스 가넷텐시스" 둘 다에서 더 파생된 (좀 더 전문화된) 위치를 얻었다. 두 가지 계통 발생 가설을 모두 나타내는 계통수는 지금과 같을 것으로 현재는 추측된다.

## 생존시기와 서식지와 화석의 발견
켄마그나투스가 생존했었던 시기는 고생대의 석탄기로서 지금으로부터 3억 5920만년전~2억 9900만년전에 생존했었던 종이다. 생존했었던 시기에는 북아메리카를 중심으로 하여서 당시에 존재했었던 초원, 산림, 해안 등에서 주로 서식했었을 도마뱀으로 추정되며 육지와 바다에서 모두 살 수가 있었던 단궁류이다. 화석의 발견은 2020년에 미국의 캔자스주에 위치한 석탄기에 형성된 지층에서 유럽의 고생물학자인 프레들릭 스핀들러에 의하여 처음으로 화석이 발견되어 새롭게 명명된 종이다.

## 같이 보기
- 파충류
- 고생대
- 석탄기
- 도마뱀
- 화석